# Eucalyptus camaldulensis
Eucalyptus camaldulensis é uma árvore originária da Austrália (15°S até 38°S), Clima subtropical e temperado e em Altitudes que vão de 30m até 600m acima do nível do mar. Índice pluviométrico anual é de 250 a 625 mm com um período seco de 4 a 8 meses. A temperatura máxima nos meses quente é de 35 °C e a minima nos meses frio de 11 °C, não é resistente a geadas. Tolerante a vários tipos de solos, mas necessita para desenvolvimento ideal acesso ao lençol freático.
A altura da árvore é entre 25 e 30m com DAP medio de 1 metro. Àrvore tem desrrama natural, copa rala, coloração de casca quando nova cinzento-prateado e quando velha marrom-avermelhado. Folhas lanceoladas alternadas de coloração verde fosca com dimensões 15 e 22 cm. Tronco mais tortuoso do q o Eucalyptus grandis e Eucalyptus alba.
Otima espécie para competitividade natural, elevada resistência contra seca, raiz pivotante, raízes secundárias bem desenvolvidas, boa capacidade de rebrotação. 1g contem aproximadamente 700 sementes, período de germinação por volta de duas semanas, plantar as mudas com cerca de 20 a 30 cm de altura e os espaçamentos indicados é de 2 X 2m até 3X3m.
A madeira de coloração avermelhada, dura, muito densa pode atingir 0,79 g/dm3(uma das madeiras com maior durabilidade do mundo), resistente ao ataque de cupim,alto poder calorifico da madeira.

## Importância
Equilíbrio ambiental.